# スブフ・バシュクンジーヤ

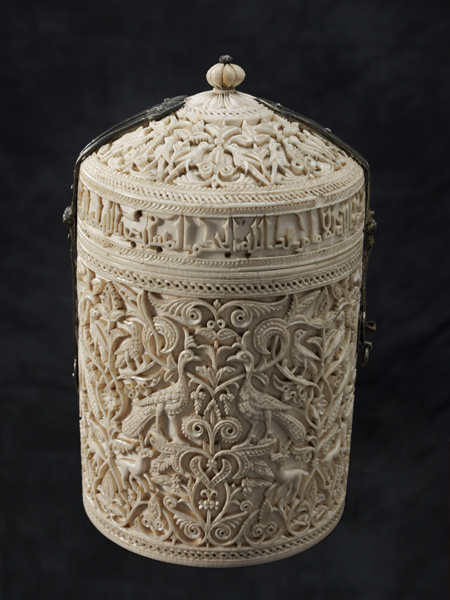
現代はサモラの大聖堂に伝わる「サモラの宝石箱」は、箱の上部にクーフィー体で刻まれた文字によると、ハカム2世が長男を産んだスブフへ贈った贈り物である。象牙製。

スブフ・バシュクンジーヤ (صبح البشكنجية; circa 940 – circa 999)は、後ウマイヤ朝のカリフ・ハカム2世の后で、息子のヒシャーム2世が未成年の間は摂政として後ウマイヤ朝を治めた女性。

## 呼び名
スブフ（Ṣubḥ）は、アラビア語で「曙の光」を意味する。キリスト教徒側の史料では、Aurora という翻訳した名前で言及されることがある（なお、アラビア語のṢubḥには極光の意味はない）。スブフが語形変化した「サビーハ」を用いて、コルドバ女王サビーハ（サビーハ・マリカ・クルトゥバ）とも呼ばれる。アルファベット表記のその他バリエーションとしては、Sobeya, Sobha, Sabiha 等がある。

## 生涯
ヴァスコニア生まれの女性を意味するアラビア語、「バシュクンジーヤ」が名前に冠されていることから、彼女はナバラからガスコーニュにかけた地方の生まれのキリスト教徒であり、民族的には「バスク人」であった可能性もあり、さらに、ムスリム王侯貴族の側室となるべく育てられるジャーリヤ（jāriya）と呼ばれる奴隷身分の女性であったという推論がなされている。
以下に述べるスブフを中心としたハカム2世～ヒシャーム2世期の後ウマイヤ朝の宮廷内事情については、13世紀モロッコの歴史学者マッラークシーの歴史書を主な情報源とする。
スブフは美しいだけでなく、知的であり、分析的な女性であったと描写されている。コルドバにあった後ウマイヤ朝のカリフの後宮において、スブフはカリフ・ハカム・ムスタンスィル・ビッラーヒ・ウマウィー（ハカム2世）（r. 961-976）の寵愛を得た。ハカム2世は、治世の後半になると政治への興味を失い、日々の政務を愛妻に任せるようになったと言われている。スブフはこれをこなすため、政務に通じた者を必要とし、966年にイブン・アビー・アーミルという人物を腹心とした。イブン・アビー・アーミルは、のちに宮廷の実権を完全に掌握してマンスール（勝利者）を名乗る。後世のヨーロッパ世界ではこれが転訛したアルマンソル（Almanzor）の名で知られることになる。
イブン・アビー・アーミルとスブフは愛人関係にあるのではないかと噂され、それこそが国政に彼がかくも大なる影響を与えるに至った理由だと噂された。ふたりの関係の噂は、風刺詩やざれ歌に歌われた。カリフは、後宮の女性たちにイブン・アビー・アーミルが大きな影響を与えていると述べて、この問題についてそれとなく仄めかしたと伝えられているが、カリフはこれに対して行動を起こす理由をまったく見つけられなかったと見られる。ふたりが実際に愛人関係にあったか否かはどうあれ、スブフが政治に関してイブン・アビー・アーミルを完全に信頼し、腹心としたのは事実である。
西暦976年にハカム2世が死去し、スブフの息子、ヒシャームがカリフ位を継いだ。このヒシャーム2世は当時11歳の未成年であったため、カーイドル・アアラー（大将軍）ガーリブ・ナースィリーと、ハージブ（侍従）ジャアファル・ムスハフィーと、王太后スブフと、イブン・アビー・アーミルが共同してヒシャームを輔弼した。スブフはハカム2世がスブフに残した遺産をイブン・アビー・アーミルに管理させ、自分と息子の地位の保障に必要な軍事力を得るための軍資金とさせたと言われている。スブフはイブン・アビー・アーミルをますます重用し、彼をハージブに任命した。978年になるとイブン・アビー・アーミルは、スブフとヒシャーム2世を脇に斥け、後ウマイヤ朝の事実上の支配者になった。
スブフとイブン・アビー・アーミルの協力関係は、986年まで良好に保たれていたが、以後は両者の間に対立が生じ、スブフはイブン・アビー・アーミルの失脚を試みたが失敗した。その10年あまり後の997年に、スブフは再度、イブン・アビー・アーミルの失脚を画策したが失敗し、逆に彼が全権力を手中に収める結果を招いた。
スブフの没年は999年とされることが多いが、イブン・アビー・アーミルの没年（1002年）よりも後とする説もある。19世紀の歴史学者、シモネットによると、イブン・アビー・アーミルが死亡したとき、スブフはその知らせをヒシャーム2世とともに聞いている。